# Machacamarca (Uru-Uru)
Machacamarca (auch: Machaca-Marquita) ist eine Landstadt im Departamento Oruro im Hochland des südamerikanischen Andenstaates Bolivien.

## Lage im Nahraum
Die Stadt Machacamarca liegt in der Provinz Pantaleón Dalence und ist zentraler Ort des gleichnamigen Municipio Machacamarca. Sie liegt am südöstlichen Ufer des Uru-Uru-Sees, südlich der Stadt Oruro an der Straße und Bahnlinie nach Poopó, die beide zum Catavi-Bergbaugebiet abzweigen.
Das Eisenbahnmuseum Machacamarca beherbergt Schienenfahrzeuge aus verschiedenen Jahrzehnten, die in Bolivien zum Einsatz kamen.

## Geographie
Machacamarca liegt auf einer Höhe von 3728 m am linken Ufer des Río Huanuni, der in den Uru-Uru-See mündet. Die Stadt ist im Osten von den Hochgebirgszügen der Cordillera Central begrenzt.
Das Klima ist kalt-trocken, die Vegetation die der Puna. Die Jahresdurchschnittstemperatur liegt bei unter 10 °C und der Jahresniederschlag bei niedrigen rund 400 mm (siehe Klimadiagramm Oruro).

## Verkehrsnetz
Machacamarca liegt in einer Entfernung von dreißig Straßenkilometern südlich von Oruro, der Hauptstadt des gleichnamigen Departamentos.
Durch Machacamarca führt die 1215 Kilometer lange asphaltierte Nationalstraße Ruta 1 in nord-südlicher Richtung. Sie führt von Desaguadero an der peruanischen Grenze über El Alto und Oruro im Norden weiter nach Potosí und Tarija im Süden und endet bei Bermejo an der Grenze zu Argentinien.
In Machacamarca beginnt außerdem die 976 Kilometer lange Nationalstraße Ruta 6, die über Sucre zur paraguayischen Grenze führt.
Der Bahnhof Machacamarca liegt an der Bahnstrecke Antofagasta–La Paz. Hier zweigte die Bahnstrecke Machacarmarca–Uncía ab.

## Bevölkerung
Die Einwohnerzahl der Ortschaft war in den vergangenen beiden Jahrzehnten starken Schwankungen unterworfen:
| Jahr | Einwohner | Quelle       |
| ---- | --------- | ------------ |
| 1992 | 2956      | Volkszählung |
| 2001 | 2206      | Volkszählung |
| 2012 | 2749      | Volkszählung |
| 2024 |           | Volkszählung |

Die Region weist einen hohen Anteil an Quechua-Bevölkerung auf, im Municipio Machacamarca sprechen 71,2 Prozent der Bevölkerung Quechua.